# Canaules-et-Argentières
Canaules-et-Argentières é uma comuna francesa na região administrativa de Occitânia, no departamento de Gard. Estende-se por uma área de 10,06 km². Em 2010 a comuna tinha 456 habitantes (densidade: 45,3 hab./km²).